# Meniscotherium

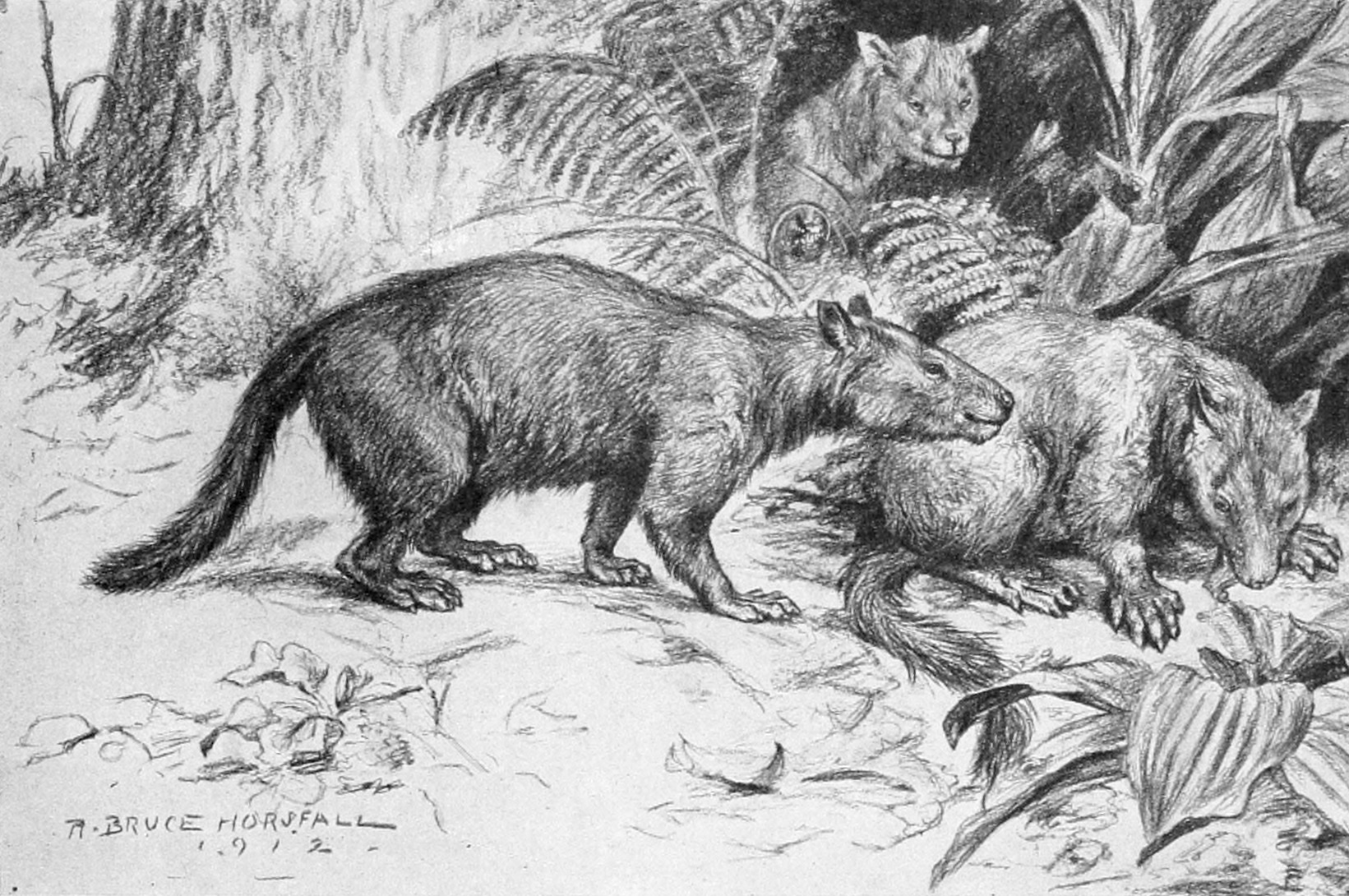
Реставрація M. chamense

Meniscotherium — вимерлий рід ссавців розміром із собаку, який жив 54–38 мільйонів років тому. Це була травоїдна тварина і мала копита. Скам'янілості були знайдені в Юті, Нью-Мексико та Колорадо. Багато особин були знайдені разом, що вказує на те, що вони жили групами.
Маса тіла M. chamense оцінюється в 5–17 кг, що робить його розміром приблизно з маленьку собаку.
У кладистичному аналізі 2014 року його поміщають до стеблових непарнопалих.